# Chamaesphegina argentifacies
Chamaesphegina argentifacies är en tvåvingeart som beskrevs av Shannon och Aubertin 1933. Chamaesphegina argentifacies ingår i släktet Chamaesphegina och familjen blomflugor. Inga underarter finns listade i Catalogue of Life.